# Vangueria fuscosetulosa
Vangueria fuscosetulosa är en måreväxtart som först beskrevs av Bernard Verdcourt, och fick sitt nu gällande namn av Henrik Lantz. Vangueria fuscosetulosa ingår i släktet Vangueria och familjen måreväxter. Inga underarter finns listade i Catalogue of Life.